# Akrorenales Syndrom
Ein Akrorenales Syndrom, auch Akrorenaler Symptomenkomplex, englisch Acrorenal syndrome, ist im weiteren Sinne ein Oberbegriff für angeborene Syndrome mit Fehlbildungen der Extremitäten und der Nieren, und wird als eigentliches Akrorenales Syndrom zur Bezeichnung einer sehr seltenen, autosomal-rezessiv vererbbaren Erkrankung verwendet.
Die Erstbeschreibung stammt aus dem Jahre 1969 durch den deutschen Arzt H Dieker  und John Marius Opitz.

## Verbreitung
Die Assoziation von Gliedmaßen-Defekten mit Nierenanomalien ist häufig und tritt bei 1 zu 20.000 Neugeborenen auf, oft mit weiteren Fehlbildungen verbunden.
Die Häufigkeit des eigentlichen Syndromes wird mit unter 1 zu 1.000.000 angegeben, bislang wurde über etwa 20 Patienten berichtet. Die Vererbung erfolgt vermutlich autosomal-rezessiv.

## Ursache
Der Erkrankung liegen Mutationen am Genort 15q13-q14 zugrunde.

## Klinische Erscheinungen
Klinische Kriterien des Akrorenalen Syndromes als Oberbegriff sind:
- Verschiedene Kombinationen von Spalthand, -fuß, Polydaktylie, Oligodaktylie, Brachydaktylie, Ektrodaktylie, knöcherne Fusionen von Phalangen, Metakarpalia, Metatarsalia
- einseitige Nierenagenesie, beidseitige Nierenhypoplasie, Doppelnieren, Fehlbildungen des Harnleiters, des Harnblasendreiecks, Blasenhalsobstruktion

Hinzu können kommen:
Wachstumsstörungen, Psychomotorische Retardierung, Kolobom, Hypertelorismus, antimongoloider Verlauf der Lidachse, Hopyoplasie der Helix, hoher Gaumen, Zahnschmelzhypoplasie, Klinodaktylie, Coxa valga, Aortenisthmusstenose, Hypospadie oder Kryptorchismus
Das Syndrom tritt beim männlichen Geschlecht gehäuft auf.
Kriterien beim eigentlichen Akrorenalen Syndrom:
- Meist beidseitige Ektrodaktylie, seltener longitudinale Hypoplasie von Radius, Ulna, Tibia oder Fibula
- Agenesie oder Hypoplasie der Nieren, selten Zystennieren

Weitere Fehlbildungen sind häufig.

## Diagnose
Die Diagnose ergibt sich aus den klinischen Befunden und denen des Röntgenbildes.
Eine Erfassung intrauterin ist durch Feinultraschall möglich.